# Långagylet (Kyrkhults socken, Blekinge)
Långagylet är en sjö i Olofströms kommun i Blekinge och ingår i Mörrumsån-Skräbeåns kustområde.